# Rolf Johannessen
Rolf Johannessen (ur. 15 marca 1910 we Fredrikstad, zm. 2 lutego 1965) – norweski piłkarz grający na pozycji obrońcy. W swojej karierze rozegrał 20 meczów w reprezentacji Norwegii.

## Kariera klubowa
W swojej karierze piłkarskiej Johannessen grał w klubach Lisleby FK, FK Pirmasens i Fredrikstad FK. Wraz z Fredrikstad dwukrotnie wywalczył mistrzostwo Norwegii w sezonach 1937/1938 i 1938/1939 oraz zdobył cztery Puchary Norwegii w latach 1935, 1936, 1938 i 1940. W 1946 roku zakończył karierę.

## Kariera reprezentacyjna
W reprezentacji Norwegii Johannessen zadebiutował 21 czerwca 1931 roku w zremisowanym 2:2 towarzyskim meczu z Niemcami, rozegranym w Oslo. W 1938 roku został powołany do kadry na mistrzostwa świata we Francji i zagrał na nich w meczu z Włochami (1:2). Od 1931 do 1945 roku rozegrał w kadrze narodowej 20 meczów.